# Bernhard Vogel
Bernhard Vogel (Göttingen, 1932. december 19. – 2025. március 2.) német politikus, miniszterelnök.

## Életpályája
A Müncheni, illetve a Heidelbergi egyetem politikatudományt, történelmet, szociológiát és közgazdaságtant tanult, majd 1960-ban elnyerte a doktori címet is. Ezt követően a Heidelbergi Egyetem oktatója. 1965–1967 között a Bundestag tagja volt. 1967–1976 között a Rajna-pfalzi tartomány kultuszminisztere, 1974-től a tartományi Kereszténydemokrata Unió elnöke volt. 
1976–1988 között Rajna-vidék-Pfalz miniszterelnöke. 1976–1977 között illetve 1987–1988 között a német Szövetségi Tanács elnöke volt. 1992–2003 között Türingia miniszterelnöke volt. 1989–1995 között és 2001–2009 között a Konrad-Adenauer-Stiftung (KAS) elnöke volt, 2010-től a KAS tiszteletbeli elnöke volt.
Vogel az egyetlen német politikus, aki két különböző tartomány miniszterelnöke is volt.

## Magyarul megjelent művei
- Légy bátor, polgár! A politika esélyei zűrzavaros időkben; riporter Günther Nonnenmacher, ford. Mesés Péter; Közép- és Kelet-európai Történelem és Társadalom Kutatásáért Közalapítvány, Bp., 2016
- A középpontban: az emberi méltóság. A keresztény felelősségben gyökerező politikai cselekvés. A keresztény etika mint orientációs segítség; szerk. Bernhard Vogel, ford. Polgár Anna; RG Press Kft., Bp., 2007